# Syntormon dobrogicus
Syntormon dobrogicus är en tvåvingeart som beskrevs av Parvu 1985. Syntormon dobrogicus ingår i släktet Syntormon och familjen styltflugor.
Artens utbredningsområde är Rumänien. Inga underarter finns listade i Catalogue of Life.